# Geoffrey Gurrumul Yunupingu
Geoffrey Gurrumul Yunupingu (* 22. Januar 1971 auf Elcho Island, Northern Territory; † 25. Juli 2017 in Darwin) war ein australischer Musiker und Songwriter indigener Abstammung. Nach der Tradition der Yolngu wird sein Vorname seit seinem Tod nicht mehr genannt.

## Leben
Yunupingu wurde 1971 auf Elcho Island vor der Küste von Arnhemland im Norden Australiens geboren. Er entstammte dem Gumatj-Klan der Yolngu. Gurrumul war sein traditioneller Name, unter dem er auch als Musiker in Erscheinung trat. Yunupingu war von Geburt an blind. Er besuchte keine Schule und sprach nur wenige Worte Englisch, gab auch so gut wie nie Interviews. Das Spiel von Didgeridoo, Keyboard, Schlagzeug und Gitarre brachte er sich selbst bei. Vor seiner Solo-Karriere war er ab 1992 Schlagzeuger der Aborigines-Band Yothu Yindi, die sein Onkel Dr. M. Yunupingu 1986 gegründet hatte. Später wurde er Mitglied der Saltwater Band. 2012 erhielt er die Ehrendoktorwürde (Honorary Doctorate of Music) der University of Sydney. Er verstarb im Alter von 46 Jahren während einer Behandlung einer langwierigen Leber- und Nierenerkrankung in einem Krankenhaus an einem Herzinfarkt.

## Solokarriere
Yunupingu schrieb und sang seine Lieder bis auf wenige Ausnahmen in seiner Muttersprache Yolngu matha. Dabei setzte er sich mit der Geschichte und den Traditionen seines Stammes auseinander und versuchte sie zugleich weiterzugeben. In seinem Stamm ist es üblich, Geschichte und Traditionen mündlich zu überliefern. Sein Markenzeichen war seine eindringliche helle Stimme, die in den Medien vielfach als Engelsstimme beschrieben wird. Sein erstes Soloalbum Gurrumul erreichte 2008 Platz 3 der australischen Album-Charts und hielt sich 56 Wochen in den Top 100. Im gleichen Jahr errang das Album den australischen ARIA Award für das beste Independent-Album und das beste Weltmusik-Album. Im März 2011 veröffentlichte Yunupingu mit der australischen Roots-Band Blue King Brown die Single Gathu Mawula [Revisited], eine englischsprachige Neuaufnahme eines Songs, den er vorher bereits auf seinem Soloalbum in seiner Muttersprache veröffentlicht hatte.

## Diskografie
Alben
- Gurrumul (Studioalbum, 2008)
- Rrakala (Studioalbum, 2011)
- His Life and Music (Gurrumul & the Sydney Symphony Orchestra, Livealbum, 2013)
- The Gospel Album (2015)
- Djarimirri (Child of the Rainbow) (2018)